# Dvanáct rozhněvaných mužů (film, 1957)
Dvanáct rozhněvaných mužů (angl. 12 Angry Men) je americký dramatický film, natočený v roce 1957 podle stejnojmenné divadelní hry, jejímž autorem je Reginald Rose.

## Děj
Jde o původně divadelní hru, zfilmovanou jako 96 minut dlouhé televizní drama režisérem Sidney Lumetem. Téměř celý děj snímku se odehrává v jedné místnosti, kde má 12 soudních porotců jednomyslně rozhodnout, zda je nezletilý mladík vinen či nevinen z vraždy svého otce. Scénář filmu však neklade důraz na to, zda je obžalovaný opravdu vinen, ale zabývá se obhajobou lidského názoru a přesvědčení, v kontextu vlastních předsudků. 
Ačkoliv se na počátku jednání soudní poroty zdá, že případ je zcela jasný a obviněný je bezpochyby vinen, nejistota a protiargumenty jednoho z porotců (č. 8 v podání Henryho Fondy) vedou k celkovému přehodnocení případu, a porota po mnoha hodinách jednání a přesvědčování dospěje k názoru zcela opačnému, totiž k rozhodnutí o jeho nevině, respektive k tomu, že jeho vinu soud spolehlivě neprokázal a proto nelze jednoznačně říci, že je vinen. Tento film se také dočkal svého remaku do modernější a delší (stopážově) verze. 
Jednoho z porotců (č. 11) ztvárnil původem český herec Jiří Voskovec; šlo o roli přistěhovalce, kterou ilustroval jeho evropský přízvuk.

## Porotci
1. Martin Balsam
2. John Fiedler
3. Lee J. Cobb
4. E.G. Marshall
5. Jack Klugman
6. Ed Binns
7. Jack Warden
8. Henry Fonda
9. Joseph Sweeney
10. Ed Begley
11. Jiří Voskovec
12. Robert Webber